# Брагар, Евгений Вадимович
Евгений Вадимович Брагар (укр. Євгеній Вадимович Брагар; род. 30 мая 1994, Киев) — украинский историк, политик.
Народный депутат Украины IX созыва.

## Биография
Окончил исторический факультет Киевского национального университета имени Тараса Шевченко. Магистр, аспирант КНУ имени Тараса Шевченко.
Брагар является учредителем, руководителем и преподавателем польского языка в учебном проекте «Лингвист».
Он проходил стажировку в парламентском комитете по вопросам иностранных дел.

## Политическая деятельность
На выборах президента Украины в 2019 году — член ОИК № 13 (Винницкая область) от Владимира Зеленского.
Кандидат в народные депутаты от партии «Слуга народа» на парламентских выборах 2019 года, № 76 в списке. На время выборов: аспирант Киевского национального университета имени Тараса Шевченко, беспартийный. Проживает в Киеве.
Заместитель председателя Комитета Верховной Рады по вопросам свободы слова.
Руководитель группы по межпарламентским связям с Алжирской Народной Демократической Республикой, руководитель группы по межпарламентским связям с Социалистической Республикой Вьетнам.
7 декабря 2020 года включён в список украинских физических лиц, против которых российским правительством введены санкции.

## Скандалы
1 февраля 2020 в одном из телевизионных эфиров предложил пенсионерке из с. Аджамка (которая голосовала за «Слугу народа») продать собаку
, «если она элитной породы», чтобы оплатить коммунальные услуги. Выражение депутата про материальное положение украинских пенсионеров вызвало критику и появление множества мемов по уплате услуг собаками, в Фейсбуке начались различные флешмобы. Представители оппозиции от партий Европейская солидарность, «Батькивщина» и ОПЗЖ осудили это заявление Брагара. В результате скандала нардеп от ОПЗЖ Илья Кива объявил челлендж «помоги пенсионеру», оплатил счет за коммунальные услуги пенсионерки, а собаке передал корм